# Крошка из Беверли-Хиллз 3
«Кро́шка из Бе́верли-Хиллз 3» (англ. Beverly Hills Chihuahua 3) (полное название: Крошка из Беверли-Хиллз 3: Вива Ла Фиеста! (англ. Beverly Hills Chihuahua 3: Viva La Fiesta!)) — американская комедия, вышедшая в кинопрокат 18 сентября 2012 года в США. Продолжение комедий Крошка из Беверли-Хиллз 2008 года и Крошка из Беверли-Хиллз 2 2011 года.

## Сюжет
Сэм и Рэйчел, Папи и Хлоя и их щенки переехали в Пасадему в роскошный собачий отель «Ленхем Хантинктон», который день за днём теряет свою репутацию. Холлисс предлагает Хлое быть моделью для его отеля, и она соглашается. Роза чувствует себя слишком мелкой, и Папи должен показать ей, какая она особенная, с помощью «Кинсеньеры». Из всех групп Папи выбирает тройку «Марьячи». Педро влюбляется по уши в Шарлотту. Папи подозревает в чём-то учителей школы Дженни и её собаку Оскара из-за чересчур доброго поведения, но ему никто не верит. Папи просит Себастьяна о помощи Дельгадо. Также Папи помогает здешний немой пёс Арни. И Папи узнаёт, что Дженни передавала секретную информацию Монте-Гю. Дженни подставляет Рэйчел, Папи и Розу. Когда Папи и Педро бегут на помощь Шарлотте и Розе, они разносят сад, и Холлисс увольняет всех Кортесов из отеля. Папи и остальные псы восстанавливают за ночь сад. И наутро Папи, Педро, Дельгадо и Арни разоблачают Дженни, Оскара и Монте-Гю, и Холлисс восстанавливает Кортесов на работу. Кинсеньера прошла удачно, на неё приехали все знакомые собаки.
Хлоя говорит Папи, что его назначили учителем в школе собак.

## В ролях
- Маркус Колома — Сэм Кортес
- Эрин Кэхилл — Рэйчел Эш Кортес
- Седрик Ярбро — Холлис
- Фрэнсис Фишер — Амелия Джеймс
- Бриана Лайн — Дженни
- Себастьян Роше — шеф-повар Франк Дидьер
- Джейсон Брукс — мистер Монтегю
- Кайл Гасс — Лестер
- Аманда Фуллер — спа сотрудник
- Микель Ланахан — первый посыльный
- Сэм Пэнкейк — Фридрих
- Эдди «Пайолин» Сотело — Охрана отеля
- Джэф Вайтзек — Готовщик
- Карэн Бояджян — второй посыльный
- Дж. П. Маноукс — Густаво
- Кара Сантана — Джиллиан
- Юрий Эверсон — первый кукловод
- Девид Пеникас — второй кукловод
- Джордж Флойд —  эпизодическая роль полицейского

### Озвучивали
- Джордж Лопез — Папи
- Одетт Эннэйбл — Хлоя
- Эрни Хадсон — Педро
- Кей Панабэйкер — Роза
- Логан Гров — Папи-Младший
- Эмили Осмент — Пеп
- Мэдисон Петтис — Лала
- Деланей Джонс — Али
- Том Кенни — Себастьян
- Джейк Бьюзи — Оскар
- Лейси Шабер — Шарлотта
- Мигель Феррер — Дельгадо
- Фил ЛаМарр — Диего (Сеньор Диегаройде Мантойде Маренго) / чёрный Лаббез Басист
- Эдди "Пайолин" Сотело — Умберто (Умберто Хуан Карлос Гутиерас Деньюрес)
- Ник Эверсман — Фил
- Лев Л. Спиро — чёрный Лаббез Гитарист
- Джон Карри — Гюнтер
- Шон Каванаугх — Пушистый

### Русский дубляж[2]
- Андрей Лёвин — Сэм Кортес
- Мария Цветкова — Рэйчел Эш Кортес
- Борис Хасанов — Холлис
- Эльвира Ишмуратова — Дженни
- Александр Лушин — шеф-повар Франк Дидьер
- Максим Сергеев — Папи
- Ирина Горячева — Хлоя
- Андрей Тенетко — Педро
- Аделина Червякова — Роза
- Константин Ефимов — Папи-младший
- Александр Койгеров — Себастьян
- Станислав Концевич — Оскар
- Екатерина Кабашова — Шарлотта
- Юрий Дормидонтов — Диего

Фильм дублирован на студии «Небофильм» по заказу «Disney Character Voices International» в 2012 году.